# 元氣覺醒
《元氣覺醒》是中國偶像組合BEJ48的首張EP，分A版和B版兩個版本推出，於2016年9月6日發行。

## 簡介
《元氣覺醒》是BEJ48出道以來首張EP。由跨國音樂團隊進行歌曲創作，邀請亞洲混音大師操刀後期製作，並由格萊美獎獲獎團隊紐約Sterling Sound工作室完成母帶製作，同時還請邀請到了亞洲知名音樂團隊加入歌曲創作團隊中。该张专辑融入了较多的音樂風格，以求為聽眾呈現不一樣的少女元氣。

## 收錄曲目
| CD       | CD             | CD                | CD       | CD                       | CD    |
| 曲序     | 曲目           |                   | 演唱者   | 备注                     | 时长  |
| -------- | -------------- | ----------------- | -------- | ------------------------ | ----- |
| 1.       | 元气觉醒       | Mayu Huang 黃楓宜 | 選拔組   | 作曲、编曲：Melodesign   | 2:55  |
| 2.       | 银河派对       | Mayu Huang 黃楓宜 | Team B   |                          | 3:39  |
| 3.       | 咪你天使       | Speach            | Team E   | 作曲、编曲：Urban Cla6ix | 3:44  |
| 4.       | 青春肩并肩     | 伍昊予            | Team B   |                          | 4:17  |
| 5.       | Hello! Mr.未来 | KAYO M            | Team E   |                          | 4:21  |
| 总时长： | 总时长：       | 总时长：          | 总时长： | 总时长：                 | 18:56 |

## 選拔成員

### 元氣覺醒
（Center：胡曉慧）
- Team B：陳美君、段藝璇、胡曉慧、牛聰聰、孫姍、宋思嫻、文妍、張菡筱
- Team E：陈倩楠、劉勝男、李诗彦、李想、李梓、马玉灵、苏杉杉、顼凘炀

苏杉杉為舞蹈位置的Center。

### 銀河派對
（Center：段藝璇）
- Team B：陳美君、段藝璇、馮雪瑩、胡博文、胡曉慧、劉姝賢、林溪荷、牛聰聰、青鈺雯、孫姍、宋思嫻、田姝麗、文妍、徐佳麗、熊素君、夏越、張菡筱、張夢慧

### 咪你天使
（Center：陈倩楠）
- Team E：陳姣荷、陈倩楠、馮思佳、林堃、劉勝男、李诗彦、李想、羅雪麗、李媛媛、李梓、马玉灵、苏杉杉、顼凘炀、易妍倩、張笑盈、鄭一凡

### 青春肩並肩
（Center：陳美君、段藝璇）
- Team B：陳美君、段藝璇、馮雪瑩、胡博文、胡曉慧、劉姝賢、林溪荷、牛聰聰、青鈺雯、孫姍、宋思嫻、田姝麗、文妍、徐佳麗、熊素君、夏越、張菡筱、張夢慧

### Helloǃ Mr.未來
（Center：李想）
- Team E：陳姣荷、陈倩楠、馮思佳、林堃、劉勝男、李诗彦、李想、羅雪麗、李媛媛、李梓、马玉灵、苏杉杉、顼凘炀、易妍倩、張笑盈、鄭一凡

## 轶事
- 張菡筱参与的最后一张EP。

## 上榜记录
2016年10月22日晚，12名BEJ48 Team B成员携收录曲《青春肩并肩》参与CCTV-15《全球中文音乐榜上榜》的直播打榜，并取得十月第4周冠军。

## 外部連結
- 《元气觉醒》于BEJ48的专页 （页面存档备份，存于）